# Microryzomys minutus
Microryzomys minutus es una especie de roedor de la familia Cricetidae.

## Distribución geográfica
Se encuentra en Bolivia, Colombia, Ecuador, Perú y Venezuela. 